# Cisti poplitea
La cisti poplitea o cisti di Baker, è una tumefazione benigna a carico di una delle borse sierose che si trovano dietro al ginocchio. L'eponimo deriva da William Morrant Baker (1838-1896), il chirurgo che per primo la descrisse. Essa non è una vera e propria cisti, poiché spesso rimane pervia la comunicazione con il sacco sinoviale.

## Cause e sintomi
Negli adulti, le cisti di Baker di solito derivano da ogni forma di artrosi del ginocchio, da artrite reumatoide o da lesioni cartilaginee (in particolare del menisco). Le cisti di Baker possono anche essere associate con la malattia di Lyme. Tuttavia, nei bambini non indicano una malattia articolare sottostante e spesso si presentano asintomatiche. Queste formazioni sorgono tra i tendini del capo mediale del muscolo gastrocnemio e del muscolo semimembranoso. Sono posizionate posteriormente al condilo femorale mediale.
Il sacco sinoviale dell'articolazione del ginocchio può, in determinate circostanze, produrre un rigonfiamento che si sviluppa posteriormente nella cavità poplitea e può assumere dimensioni tali da diventare palpabile. La maggior parte delle cisti di Baker mantiene la comunicazione diretta con la cavità sinoviale del ginocchio. Queste cisti poplitee possono produrre dolore se si rompono: in tal caso il dolore si manifesta nella parte posteriore del ginocchio e si irradia al polpaccio. Talvolta il gonfiore del polpaccio e l'arrossamento possono mimare una tromboflebite.

## Diagnosi

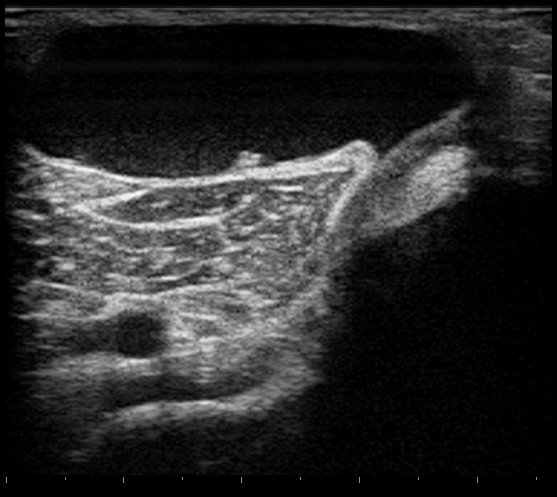
Cisti poplitea vista in ecografia.

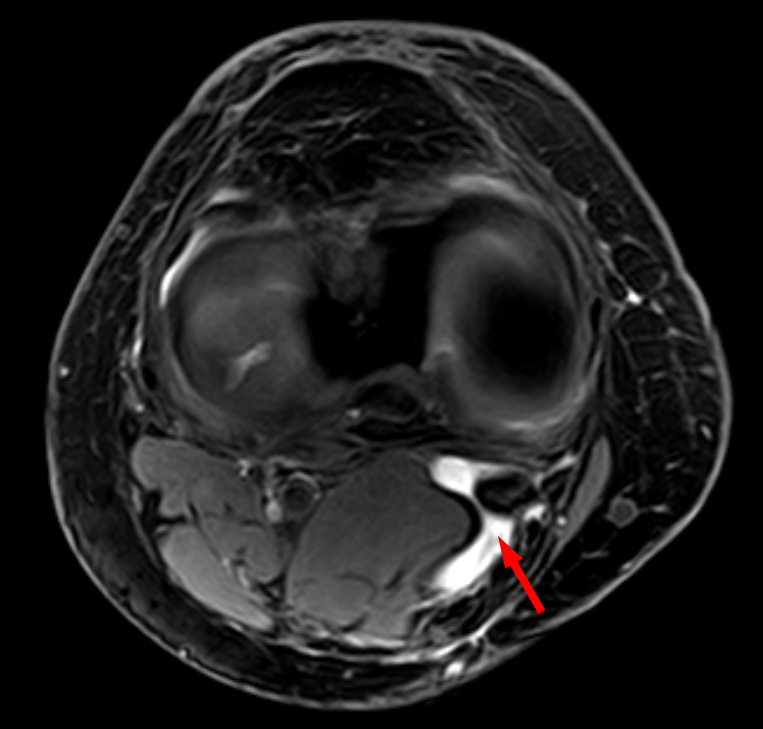
Cisti poplitea vista in risonanza magnetica in assiale

La diagnosi avviene solitamente tramite una visita medica. Una cisti di Baker è facile da osservare da dietro con il paziente in piedi con le ginocchia completamente estese. È più facilmente palpabile con il ginocchio parzialmente flesso. La diagnosi viene poi confermata mediante ecografia, anche per escludere il sospetto di un aneurisma dell'arteria poplitea che porterebbe a maggiori difficoltà nell'aspirazione del liquido sinoviale dalla cisti. Anche un'immagine di risonanza magnetica può rivelare la presenza di una cisti di Baker.
Una complicanza infrequente, ma potenzialmente pericolosa per la vita, che può rendere necessario eseguire degli esami del sangue e una ecografia urgente è una condizione di trombosi venosa profonda (TVP). Una valutazione rapida della possibilità di TVP può essere richiesta nel caso che la cisti di Baker comprima strutture vascolari, causando edema delle gambe.

## Trattamento
Solitamente la cisti poplitea non richiede alcun trattamento a meno che provochi dei sintomi. È molto raro che i sintomi siano in realtà provenienti dalla cisti. Nella maggior parte dei casi, vi è la presenza di un altro disturbo al ginocchio (artrite, lesione meniscale, ecc) che ha dato origine al problema. Quindi il trattamento iniziale dovrebbe essere diretto a correggere la fonte principale della produzione di liquido sinoviale. Spesso il riposo e l'elevazione della gamba sono rimedi sufficienti. Se necessario, la cisti può essere aspirata per ridurne le dimensioni e poi iniettato un corticosteroide per ridurre l'infiammazione. L'escissione chirurgica è riservata nei casi in cui le cisti provochino un forte disagio per il paziente. La rottura di una cisti viene trattata con il riposo, con l'elevazione della gamba e con l'iniezione di un corticosteroide nel ginocchio. Recentemente, la proloterapia ha mostrato risultati incoraggianti come metodo efficace per il trattamento delle cisti di Baker e altri tipi di disturbi muscolo-scheletrici.
Le cisti di Baker nei bambini, a differenza nelle persone anziane, quasi sempre scompaiono con il tempo e raramente richiedono l'escissione.